# Matruh (muhafaza)
Matruh (arab. مطروح) – prowincja gubernatorska (muhafaza) w Egipcie, w północno-zachodniej części. Zajmuje powierzchnię 166 563 km². Stolicą administracyjną jest Matruh.
Według spisu powszechnego w listopadzie 2006 roku populacja muhafazy liczyła 323 381 mieszkańców, natomiast według szacunków 1 stycznia 2015 roku zamieszkiwało ją 447 846 osób.
Na terenie muhafazy rozciąga się depresja Kattara.

## Inne miasta
- As-Sallum
- Ad-Daba
- El Alamein
- Siwa (oaza)